# Werneria bambutensis
Werneria bambutensis és una espècie d'amfibi que viu al Camerun.
Està amenaçada d'extinció per la pèrdua del seu hàbitat natural.